# Sokamuturra

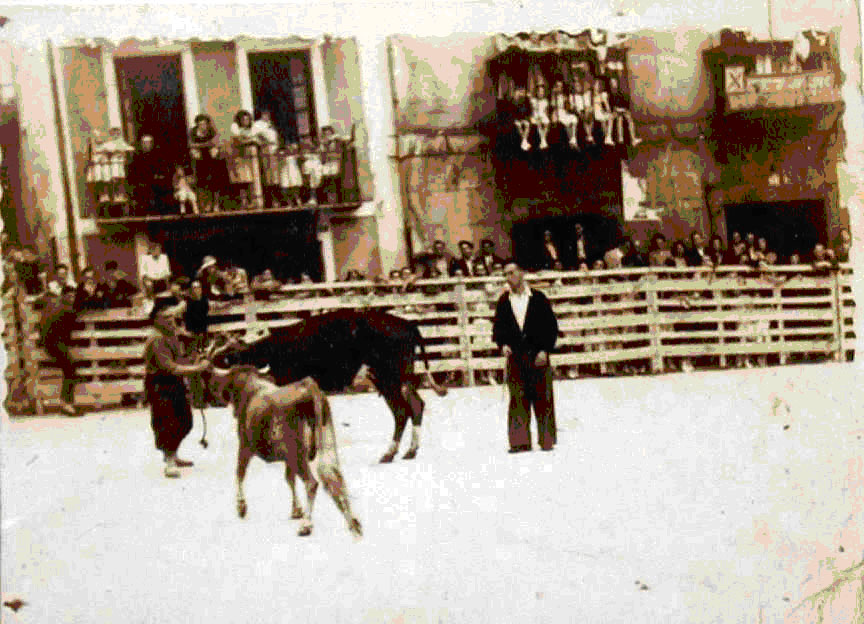
Sokamuturra de una vaca betizu en Motrico (Guipúzcoa) a principios del siglo XX

Sokamuturra es una expresión en euskera que designa a un espectáculo popular taurino, equivalente del toro enmaromado o toro ensogado, que se celebra tradicionalmente en diversas localidades del País Vasco, España. Diferentes crónicas atestiguan su celebración, normalmente unido a alguna festividad local, desde antiguo. En el siglo XVII es descrito en San Sebastián, donde se mantuvo hasta su prohibición por la corporación municipal entre 1902 y 1904, recuperándose en 1905. La soka-muturra es sacada en Azpeitia por las fiestas de San Ignacio en 1715, mientras que en Éibar se relaciona en las crónicas de 1815. En Bilbao es descrita como una de las diversiones favoritas de la población hacia 1730, en la "Historia General del Señorío de Bizcaya" de Labayru.

## Características
La Sokamuturra es un toro ensogado –o vaca según la localidad– que se suelta por las calles y que lleva atada una soga de entre sesenta y setenta metros. Por un lado la soga está unida al toro o vaca y por el otro varios hombres gestionan los movimientos de la res de forma que no exista contacto entre las personas que recortan la res y esta.
En Bilbao forman parte de las fiestas tradicionales. El toro sale a la calle a las ocho de la mañana en el Arenal durante la Semana Grande y acuden entre 3 000 y 4 000 personas que tratan de esquivar a la res.

## La prohibición de San Sebastián
En 1902, la corporación de San Sebastián (Guipúzcoa) resolvió la prohibición de la celebración de sokamuturras, hasta entonces una tradición que se remontaba al siglo XVII, debido a su peligrosidad y accidentalidad recurrente, decisión que desembocó en graves incidentes.
Las sokamuturras donostiarras coincidían con el periodo de carnavales, y tenían lugar todos los domingos y días festivos comprendidos entre el 20 de enero y el martes de Carnaval. Con gran afluencia de público, el toro ensogado quedaba emplazado en la calle Iñigo, desde donde era conducido a la plaza de la Constitución aunque con frecuencia el animal «hacía una carrera», desviándose por las calles transversales tras librarse de los jóvenes que lo sujetaban a la soga. Su llegada a la plaza estaba sincronizada con la música del «Iriyarena» interpretado por la banda de música municipal.
Los numerosos accidentes mortales y la peligrosidad fueron creando un ambiente favorable a su prohibición entre la ciudadanía hasta que finalmente fue acordado por el Ayuntamiento en sesión del 14 de enero de 1902. Esta decisión fue contestada por parte de la población con graves altercados, y grupos en las calles apedrearon edificios públicos y comercios. En la Plaza de Guipúzcoa, las fuerzas del orden dispararon al aire para detener a los manifestantes. Tal cariz adquirieron los disturbios que se pusieron bajo alerta los acuartelamientos de la Guardia Civil en Vitoria y los miqueletes en los pueblos de la provincia, así como los regimientos "Valencia" y "Sicilia". Una vez calmados los ánimos la prohibición se extendió a las restantes poblaciones guipuzcoanas, pero mientras en la capital donostiarra las sokamuturras han quedado prohibidas desde entonces, fueron progresivamente recuperándose en muchas de las localidades donde han ido manteniéndose con el tiempo.[cita requerida]
La prohibición solo estuvo en vigor desde 1902 hasta 1904, ya que en 1905 la Sokamuturra regresó a San Sebastián con motivo de la inauguración del puente de María Cristina. El 22 de junio de 1998 el ayuntamiento de San Sebastián le puso el nombre de La Sokamuturra a una calle de la ciudad.